# Bajki na dobranoc
Bajki na dobranoc – polski telewizyjny dramat obyczajowy z roku 1980, w reżyserii Sławomira Idziaka i z jego scenariuszem.

## Opis fabuły
Osią fabuły są konflikty w dwóch małżeństwach - Holasów i Janickich. Holasowie są małżeństwem z długim stażem. Irena jest reżyserem, a jej mąż animatorem. Ona nie czuje się spełniona zawodowo, on ma poczucie klęski.
Janiccy to młode małżeństwo z dzieckiem. Problem dotyczy tu metod wychowawczych i opowiadanych dziecku na dobranoc "bajek".
Wkrótce dochodzi do tragedii. 

## Obsada
- Michał Bajor jako operator Wojciech Janicki
- Wiesław Michnikowski jako animator Holas
- Zofia Mrozowska jako reżyserka Irena Holasowa
- Halina Łabonarska jako kierowniczka Magda
- Małgorzata Zajączkowska jako Krystyna Janicka
- Anna Tesz jako Anna Janicka
- Zbigniew Buczkowski jako milicjant
- Jacek Strzemżalski jako elektryk